# 湯口事件
湯口事件（ゆぐちじけん）は、読売ジャイアンツに投手として所属した湯口敏彦が1973年3月22日に急死したことをきっかけに、監督の川上哲治はもとより、球団全体へのバッシングに発展した事件。

## 発生に至るまでの経緯
巨人は川上哲治監督のもと1965年から1973年まで9連覇を達成し、その間に1970年のドラフトでは岐阜短期大学附属高等学校の湯口敏彦を指名し獲得した。
湯口は島本講平（箕島高等学校）・佐伯和司（広陵高等学校）と共にこの年の「高校三羽烏」に数えられ、プロでの活躍も期待されていた。
入団後はチームの方針から二軍での育成が続いた。1年目は肘の故障もあり二軍戦に17試合登板して5勝6敗、2年目も数字は残せなかったものの、同シーズン後半からは球団首脳陣から評価され、年俸も上昇した。しかし、この頃から湯口にはうつ病の発作が見られるようになった。
2年目のシーズン終了後の1972年11月23日、湯口はファン感謝デーの紅白戦に出場した。前日に無礼講の例会があったこともあり体調が万全でない中での登板で、打者一巡・2ホームランの滅多打ちに遭い、川上監督や二軍監督の中尾碩志から激しく叱責された。さらにこの夜、湯口が寮に戻らなかったことで中尾は湯口を拳で殴り、湯口のうつ病は悪化した。
11月27日の納会では誰が話し掛けても無言で、視点も定まらなかったという。翌日チームドクターからうつ病と診断され、次の日には都内の病院に緊急入院をする。
1973年1月10日には東京都新宿区の晴和病院（元日本野球機構コミッショナーの内村祐之が当時院長を務めていた）に移される。うつ病に回復の兆しが見え始めたが、マスコミの追及を恐れた球団側の意向で2月15日には多摩川グラウンドに復帰、2月19日には宮崎県宮崎市での春季キャンプに合流した。ところが湯口は同日、同室の淡口憲治から話し掛けられても反応しなかったり、真夜中に奇声を発したりし、異常に気付いた淡口が藤本健作マネージャーに報告した。事態を重く見たチーム首脳陣は翌2月20日、湯口のキャンプ参加を差し止め、強制的に送還した（藤本マネージャーも同行）。湯口は羽田空港到着後もロビーで奇声を発したり暴れたりしたため空港警備隊に取り押さえられ、再び晴和病院に緊急入院させられた。なお、球団は3月、内規により湯口への入院費支給を打ち切った。
そして3月22日夕、湯口は病院のベッドで変死体となって見つかった。球団・病院は「湯口敏彦投手の死因は心臓麻痺」と発表し、警察も検死の結果、事件性ならびに自殺の可能性を否定したが、湯口の死因を巡り、マスコミからは「湯口の死は自殺で、その原因は球団にあるのではないか」と非難されることとなる。

## マスコミのバッシング報道
川上監督は湯口が死去した際に声明を発表したが、この時「巨人こそ大被害を受けましたよ。大金を投じ年月をかけて愛情を注いだ選手なんですから。せめてもの救いは、女性を乗せての交通事故でなかった事です」と発言した。この発言が決定打となり、巨人はマスコミから激しいバッシング報道を受けた。
週刊ポストは湯口の急死を「事件」と報じ、死から約2週間後「巨人軍・湯口敏彦投手の死は自殺だった」という特集記事を掲載。湯口の父親の手記を登場させるなどバッシング報道を展開した。これに報知新聞以外のスポーツ新聞・週刊誌も追随したため、スポーツマスコミのほぼ全体から非難を受けることになった。

## 巨人のイメージ低下
V9を達成した巨人は同年のドラフト会議で7人の選手を指名するが、1位の小林秀一、2位の黒坂幸夫、3位の中村裕二、5位の尾西和夫の4人が入団拒否し、入団したのは4位の迫丸金次郎、6位の新谷祐二、7位の金島正彦の3人だけだった（うち新谷・金島の2人は既に練習生として所属していた）。
小林は現在も巨人のドラフト1位指名を拒否した唯一の選手となっている。ただし、小林や中村の指名拒否は、柳川事件以降、野球界においてプロアマの関係が断絶していたために、プロ入りすると本人や所属企業の希望するアマチュア（ここでは高校生以上の硬式野球）指導者への道が断たれることを意味し、事件とは関係しない要因も多かったが、高校生投手で2位指名を拒否した黒坂は「自信もなかったですが、湯口選手の件もありましたしね…」と拒否の理由にこの一件があったことをはっきりと語っている。また、小林は将来アマチュアで指導者になることを考えており、プロ志向が強くなかったにもかかわらず事前の調査不足でも「巨人なら指名すれば入団するだろう」、「同郷の川上監督であるから」といった驕りが招いたとも言われる。小林は当時の意向通りに社会人野球で現役を引退後に母校・愛知学院大の監督を務め、教え子の益田明典投手が巨人に入団している。
その後黒坂は社会人野球を経てヤクルトスワローズに、尾西は近鉄バファローズに入団し、ともに一軍公式戦出場も経験したが、結果的にどちらも伸び悩んだ末、10年にも満たず引退している（ただし、黒坂はヤクルト関連企業の社員として、尾西は打撃投手として引退後の一定の身分保障を受けた）。一方練習生以外で唯一入団した迫丸は1位指名の小林と大学の同僚であったが、入団後は主にファーム暮らしのまま広島東洋カープに移籍し、引退後は同球団で長くコーチを務めた。
湯口の急死は「自殺」でその原因は球団の湯口に対する態度にあるというバッシング報道が過熱したように、湯口事件のバッシング報道の先導役は男性向け総合週刊誌の業界だった。当時の球界の盟主たる巨人へのバッシングが、むしろ発行部数の増加や売上増に繋がるという事を示した事件となった。
「鬼寮長」と呼ばれた武宮敏明も、自著「巨人軍底力の秘密」（ABC出版・1983年）で、「生真面目すぎて相手の性格に合わせる指導をせず、常に湯口を緊張状態においていた二軍監督（中尾）と繊細な湯口との取り合わせは最悪だった」と長年の寮長としての若手指導経験から中尾を批判しており、球団内部でも、自分たち（球団）に落ち度があることを認めている人間も少なくなかった。武宮自身は、当時コーチ兼任のスカウト部長に転出していた関係で寮長職を離れていたため、湯口を直接指導する機会は少なく、詳しい経緯を把握できなかったという。

## 関連書籍
- 『巨人軍に葬られた男』 （1997年6月刊、風媒社、ISBN 4833131005）
- 『巨人軍に葬られた男たち』 （2000年10月刊、新潮OH!文庫、ISBN 4102900330）
- 『巨人軍に葬られた男たち』 （2003年2月刊、新潮文庫、ISBN 4101077215）